# Turík
Turík (in ungherese Turapatak) è un comune della Slovacchia facente parte del distretto di Ružomberok, nella regione di Žilina.